# Ana María Rivadeo
Ana María Rivadeo (Tucumán, Argentina, 11 de abril de 1952 - 11 de junio de 2025) es una filósofa marxista de origen argentino naturalizada mexicana. Fue profesora-investigadora de tiempo completo de la Facultad de Estudios Superiores Acatlán (FES Acatlán) de la Universidad Nacional Autónoma de México (UNAM).

## Datos Biográficos
En su juventud participó en los movimientos sociales latinoamericanos de la época. Tras estudiar la licenciatura en Filosofía en la Universidad Nacional de Tucumán, se exilió en México en 1975 -junto a otros intelectuales-, escapando del terrorismo de Estado implantado en Argentina y en gran parte de América Latina en las décadas de 1970 y 1980. En México conoció al filósofo Adolfo Sánchez Vázquez, con quien colaboró hasta su muerte. En 1985 obtuvo el grado de maestra en Filosofía, y en 1991 el doctorado, ambos en la UNAM. Fue profesora titular de tiempo completo del área de epistemología en la carrera de Filosofía y miembro del Programa de Investigación de la Facultad de Estudios Superiores Acatlán UNAM.

## Pensamiento
Su producción teórica abarca dos grandes áreas del pensamiento filosófico. La epistemología, por una parte, y la teorización de la cuestión nacional en conexión con los procesos de trasnacionalización del capitalismo por la otra.
Sus investigaciones en el ámbito epistemológico se centran en el examen del empirismo, el racionalismo, el idealismo trascendental kantiano, el idealismo objetivo de Hegel y el pensamiento de Marx, con énfasis en los nexos entre la producción filosófica y la emergencia del capitalismo y del Estado Moderno, particularmente problemáticas en Alemania. En la búsqueda de las articulaciones entre Filosofía e Historia, Rivadeo propone el concepto de programática político social, entendido como un complejo de programas, prácticas e instituciones organizativo-concienciales estructurado en un bloque social en el curso de la lucha por la hegemonía (en sentido gramsciano). Este concepto permite establecer la mediación histórica entre lo político y lo epistemológico en la modernidad. Así, la filosofía moderna queda caracterizada por las siguientes determinaciones:
a) La inmanencia: la ruptura con la trascendencia y la tendencia hacia una conceptuación inmanente de lo real, que se apoya en los avances físico-matemáticos de la ciencia moderna -vinculados a la nueva dinámica de las fuerzas productivas, que define lo real a través de su producción-.
b) La escisión entre objetividad y subjetividad: el pensamiento filosófico moderno se apoya en un sujeto cognoscente que, como sujeto productor de conocimientos objetivos al margen del paradigma trascendente, queda subordinado a la escisión entre el sujeto y el objeto, que arraiga en la especificidad del modo de producción capitalista, fundado en la separación entre el sujeto productor y las condiciones objetivas de la producción.
c) El carácter problemático de la totalidad de lo real: esta dificultad de la filosofía moderna emerge del abandono de la totalidad fundada en la trascendencia, y de la imposibilidad simultánea de resolverla a partir de la especificidad de la totalización social propia del capitalismo: el mercado y el Estado político. Esto es, de la producción universal de valores de cambio y de la unificación político estatal -jurídico formal- capitalista, totalizaciones que si bien son inmanentes, se les presentan al ser humano como ajenas, exteriores e inapropiables.
En cuanto a su elaboración teórica en torno a lo nacional-trasnacional, Rivadeo parte de la constatación de que la mayoría de los estudios marxistas previos sobre el problema nacional se orientan en dos direcciones al mismo tiempo contradictorias y fallidas: o bien cancelan la pertinencia de lo nacional –apelando al universalismo abstracto del clasismo-, o bien se agotan en el particularismo nacionalista. Ambas conceptuaciones brotan de un presupuesto economicista, según el cual las categorías de clase y nación son consideradas de modo extrínseco. Esto induce a pensar que la constitución de las clases sociales modernas preexiste a la construcción de lo nacional, por donde sería la burguesía la que funda la nación, y lo nacional –en cuanto reductible a la burguesía- no constituiría más que una comunidad ilusoria. En oposición a estas conceptuaciones, para la filósofa la nación designa, desde el punto de vista lógico estructural, el espacio de condensación de un metabolismo social, económico, político e ideológico que sólo puede estatuirse, en las condiciones de la modernidad capitalista, como una comunidad formal y abstracta de individuos, propietarios, libres e iguales. Y, desde la perspectiva histórica, refiere al establecimiento de un sistema hegemónico –según el concepto gramsciano- que, aunque involucra, trasciende la relación económica entre las clases y se alza sobre la dinámica de las luchas y las configuraciones cambiantes de los sistemas de hegemonía.
En su último libro, Nación y Globalización, la filósofa estudia las relaciones entre lo nacional y los procesos de trasnacionalización capitalista –la llamada globalización. Esta última es examinada como una dinámica que implica el desbordamiento de las estructuras precedentes de lo estatal nacional, propias del periodo fordista del capitalismo. Así, la globalización no es reductible a un mero proceso abstracto de expansión económica universalizante, sino que refiere a un proceso fundamentalmente político que involucra una reorganización estratégica de los metabolismos nacionales. A pesar de que las alteraciones que produce la globalización parezcan conducir a una descomposición de la forma nacional, la mundialización capitalista continúa teniendo en la forma nacional un componente fundamental y decisivo. Desde la perspectiva económica, porque la globalización se estructura sobre la supresión de las fronteras nacionales para los movimientos del capital, pero también sobre su simultánea conservación respecto a los movimientos de la fuerza de trabajo. Y porque, desde el punto de vista político, la forma nacional permanece siendo, aún en esta fase del despliegue capitalista, la modalidad más estable y universal de los sistemas de dominación hegemónica.

## Publicaciones
- 1976: Introducción a la epistemología (Comp.)
- 1987: Epistemología y política en Kant. Inmanencia y totalidad en la filosofía moderna
- 1988: El idealismo en la epistemología alemana. Problemas de la teoría política marxista
- 1994: El marxismo y la cuestión nacional
- 1996: Nación, democracia y socialismo
- 2003: Las contradicciones entre el carácter mundial y la forma nacional de la globalización	neoliberal
- 2005: Adolfo Sánchez Vázquez, o de la pasión por la justicia
- 2005: Globalización y cuestión nacional
- 2007: Ética y política: la filosofía de Adolfo Sánchez Vázquez
- 2007: Lesa Patria. Nación y globalización
- 2008: Filosofía y política
- 2008: Democracia, globalización y violencia neoliberal
- 2011: Palabra y violencia: sobre una epistemología del terror

## Trabajos sobre la autora
- Sandoval, E. (2016). "Ana María Rivadeo, pensadora de tiempos". Colectivo Ratio.
- Soto Carrasco, D. (2024). Una senda latinoamericana de Gramsci: cuestión nacional, hegemonía y dominación espectral en Ana María Rivadeo. In M. D. Adusar (Ed.), Pensadoras hispánicas: fracturas de la identidad en España y América Latina (s. XIX-XXI) (pp. 219-243). Dykinson.